# ブラックナイト (デイン・ウィットマン)
ブラックナイト（Black Knight）、またはデイン・ウィットマン（Dane Whitman）は、マーベル・コミックが出版するコミック作品に登場する“ブラックナイト”の名前を持つ3番目のキャラクターである。作家ロイ・トーマスとジョン・バスセマによって創造され、『アベンジャーズ』 第47号（1967年12月）に初登場した。
パーシー卿/ブラックナイト（初代）の子孫であり、ネイサン・ギャレット/ブラックナイト（2代目）の甥でもある彼は、ブラックナイトの名前と“エボニー・ブレイド”を継承し、“アベンジャーズ”や“ディフェンダーズ”、“マスターズ・オブ・イーヴィル”、“MI-13”などのチームの長年のメンバーだった。

## 発行履歴
デイン・ウィットマン/ブラック・ナイトはスーパーヒーローチームコミック『アベンジャーズ』で初登場し、1968年11月の『マーベル スーパーヒーローズ』第17号において、彼の最初の単独作品が展開した。その後、ロイとダンのトーマス夫妻や、ペンシラーのトニー・デズニーガとリッチ・バックラーによる短編『Black Knight』第1〜4号（1990年6月〜9月）に登場した。これに続いて、脚本家ベン・ラーブとペンシラーのジム・チャンによるワンショット『Black Knight: Exodus』第1号（1996年12月）が続いた。
それから『Ultraverse』に多くのマーベルキャラクターと移行したデイン/ブラックナイトは、1995年から96年にかけて『Ultraforce』第1〜2巻および関連タイトルに登場し、“ヒーローズ・オブ・ヒア”（1997年）、“エクスカリバー”（2003年）、“MI-13”（2008年）、ユーロフォースなどのチームの一員になった。
2015年7月、作家フランク・ティエリとルカ・ピザリが『シークレット・ウォーズ』の再開の一環として、新しい『ブラックナイト』シリーズを立ち上げることが発表した。このシリーズでは、ウィアードワールドにおける王国“ニューアバロン”の支配者として登場。しかしそのシリーズは、マーベル・コミックがその販売に不満を持っていたため、2016年に第5号で打ち切れた。

## キャラクター経歴

### オリジン
マサチューセッツ州のグロスターの裕福な家庭に生まれたデイン・ウィットマンは若い頃、物理学を学んだ。デインは現代のブラックナイトとして最もよく知られており、中世イングランドで始まった遺産を継承している。デインの祖先である最初のパーシー卿/ブラックナイトはアーサー王の時代に生き、彼の遺産を継いだデインの叔父ネイサン・ギャレットが、スーパーヴィランの“ブラックナイト”（2代目）になった、アイアンマンとの戦いで致命傷を負ったギャレットから彼の悪行を打ち明けられたデインは、ギャレットの罪の償いとウィットマン家の遺産の相続を頼まれて彼の最期を看取ると、“ブラックナイト”（3代目）になった。

### アベンジャーズ
デインは、叔父の遺伝子技術を使って馬に翼を与え、その馬は“アラゴルン”となり、ブラックナイトとしての最初の外出中、彼は“アベンジャーズ”と遭遇し、ギャレットと間違えられ、交戦してしまったが、彼らは最終的にデインがギャレットと違うと理解した。彼は後に“マスターズ・オブ・イーヴィル”に潜入して、ヴィラン一同を打倒したことで自身の価値を証明し、暫定的にアベンジャーズに参加した。その後まもなく、デインはギャレット城を継承し、イギリスに渡航。彼はそこで“スカンディア”のパーシー卿の精神に遭遇し、“エボニー・ブレイド”を与えられた。そして、彼はスティーヴン・ストレンジ/ドクター・ストレンジと出会い、超次元の脅威ティボロとの戦いで、ストレンジに加勢した。
また、アベンジャーズの暫定メンバーであった頃、彼は征服者カーンとの戦いでアベンジャーズを助け、敵を追い返すことに成功すると、アベンジャーズの一員として迎えられた。その後、エボニー・ブレイドは、オリンピアの戦神アレスによって使用され、プロメテアの炎を消し、ほとんどのオリンピアンをクリスタルに変え、デインは他のメンバーと一緒にオリンポスに向かい、アレスを倒すのを助けた。

### ディフェンダーズとアザーワールド
“ディフェンダーズ”の初期メンバーにもなったデインは、チームの活動としてエンチャントレスと一緒に、“アスガルド”の魔女カシオレナの領域である平行次元へ赴いた。しかし、ディフェンダーズはカシオレナに投獄され、新たに呼び出されたヴァルキリーの助力を得るも、デインは裏切ったエンチャントレスからのキスによって石化してしまい、ストレンジの力でも元の姿に戻れなかった。デインの精神は、魔術師ドルイドによって12世紀に引き寄せられ、自身の祖先であるエオバー・ギャリントン卿の身体に憑依すると、12世紀にとどまることを選択し、十字軍に参戦。この過去へのタイムスリップによって、デインは騎士道精神と魔法について多くのことを学んだ。やがてヴァルキリーによって石化が解かれ、現代に帰還したデインの精神は元の体に戻ると、アベンジャーズと共にフォモール族と戦い、その後、彼は地球とアヴァロン”の間のポータルを封印した。

## 能力
デインはもともと運動能力には優れていたものの、超人的な力を持たない普通の人間だった。セルシとガン・ジョシンを共有している間、パワー、スピードなどの身体能力が穏やかに強化されたが、共有が壊れると、デインは普通の人間に戻った。ペンドラゴンとしての新しい役割を得ると、その一環として幻想を見抜く能力など、神秘的な力を得た。
伝説の騎士の血を受け継いでいることからデインは、剣技に長けており、熟練の剣士並みの腕前によって強力な剣士として戦ってきた。加えて、キャプテン・アメリカ、ウルヴァリンなどと互角以上に渡り合えるほどの徒手空拳の近接格闘にも優れ、馬術にも精通した騎手でもある。また、デインは科学者としてスタートし、遺伝子工学や機械工学を含む幅広い高度な科学と技術に堪能で、物理学の修士号を取得した。このため、魔法世界との繋がりを持っているにもかかわらず、科学的な観点から物事を捉えることを好む。さらに、アベンジャーズとウルトラフォースの両方において、優れたリーダーシップスキルを実証し、強力な戦略的および戦術的なスキルまで持っている。

## 武器と装備

### 神秘的な武器

#### エボニー・ブレイド
アーサー王の時代に魔術師マーリンが隕石を素材にして作り上げた長剣。あらゆる物体やバリア、魔法すらをも一振りで斬り裂く切れ味と、エネルギーブラストを吸収し跳ね返すなど、凄まじい力が込められているが、使い手を発狂させる有害な呪いも秘めており、強盗や人殺しといった悪事に多用すると呪いが発動し、持ち主の精神に悪影響を与えてしまう。
これは、デインの先祖代々受け継がれてきた武器だが、有害な呪いから最終的に放棄され、後に偽のエボニー・ブレイドを手に入れた。

#### エクスカリバー
しばらくの間、デインは邪悪な闇の魔法使いネクロモンとの戦いでエクスカリバーを行使したが、後にアーサー王に返還した。

### 科学的な武装・愛馬
叔父のギャレットが犯した罪を償うためにブラックナイトになって間もなかった頃のデインは最初に、ネイサンの魔法道具は使わず、エネルギー弾を射出するジャベリン、ボディスーツ、遺伝子操作された翼を持つ白い馬“アラゴルン”を使っていた。

#### パワー・ランス
デインの叔父のギャレットが機械自動化の専門知識を用いて設計・発明した馬上槍タイプの武器で、エネルギー爆風を放つ機能を有する。エボニー・ブレイドの代わりに一時的に使用された。

#### フォトン・ソード
エボニー・ブレードを放棄したデインが自ら設計・開発したレーザービームの刀身が特徴の長剣。これに数回斬られた生き物は、著しく弱体化するほど中枢神経系に大規模な衝撃を加えられ、剣本体のエネルギーストリームを逆転させることで、柄とデインの拳を高エネルギー場に包み込むこともでき、これを応用してデインは強化された拳によるパンチも繰り出す。さらに、エネルギーベースの攻撃から防御するためのバリヤー生成機能まで含まれている。

#### フォトン・シールド
かつてキャプテン・アメリカとジョン・ウォーカー/U.S.エージェントが過去に使用していたものと同様のエネルギーシールド。“MI-13”の在籍中に使用。

### アバロニアン道具
1997年の『Heroes for Hire』シリーズにおいてデインは、湖の女性から現代の“ペンドラゴン”と名付けられて、授かったお守りをつけながら「アバロン」と叫ぶと下記の防具や武器を呼び出すことができるようになった。
鎧
神秘的な鎧で、軽量で動きやすく、耐久性は高いが具体的な情報は不明。
夜の盾
神秘的なカイトシールド。ほとんどの物理的な攻撃から使用者を守るだけでなく、受け止めた力のエネルギーを吸収、蓄えて、光の剣からパワーブラストとしてエネルギーを解放することができる。デインはこれを使い、ニトロの爆風やパンチまで、すべての攻撃をブロックし、そのエネルギーを吸収した。
光の剣
あらゆる物質を切断可能で超耐久性を有する神秘的な剣。共用される夜の盾によって吸収されたエネルギーを投影することができる。
ストライダー
神秘的な力を持つ馬。デインの移動手段として使われ、その飛行速度はアラゴルンなどの以前のどの愛馬よりも素早く、簡単に音の壁も破ることもできる。デインに名前で呼ばれることで彼の側に現れ、必要がない際にはすぐに姿を消してアバロンに戻る。また、ストライダーに搭載されている間のデインには、魔法かなにかの力が張り巡らされ、深海などの過酷な環境からも保護される。

### その他
デインは、一度だけワンダゴアの騎士が愛用する馬にも乗馬した。

## その他のバージョン

### マーベル・ゾンビーズ
『マーベル・ゾンビーズ デッド・デイズ』第1号においては、ゾンビ化したデインが登場。マーベル・ユニバースのニューヨーク市で勃発した生きている住民とゾンビの戦いにおいて、ソーと対決した。

### アルティメット・マーベル
『アルティメット・マーベル』におけるデインは、“ウエスト・コースト・アルティメット”のメンバーであるアメリカ海兵隊の伍長として『アルティメット・コミックス』のページに登場。バグダードで爆発物から仲間の兵士の命を救ったことでパープルハート章、シルバースター、名誉勲章を受け取ったが、頸髄損傷となり、容態が安定するまで正式にウエスト・コースト・アルティメットに加わることを保留された。しかし、彼らがミッションに失敗し、プロジェクトがすぐに閉鎖されたため、これは実現しなかった。たがこのプロジェクトは、“アルティメッツ”として戦うためにカリフォルニア州汚職知事のフォードによって再開された。

### プロクター
『アベンジャーズ』第344号（1992年2月）においては、デイン/ブラックナイトのヴィランバージョン“プロクター”として登場した。プロクターは超人的な強さ、スピード、スタミナ、耐久性、敏捷性、反射神経、テレパシー、人間の脳の化学組成を操作するサイオニック能力を持ち、目から破壊的なエネルギービームを放つことができる。プロクターは“ギャザラー”と呼ばれるチームを率いて、自分を拒否したセルシを殺そうとし、マグダレナの愛情を掴もうとして、アベンジャーズに潜入した。アベンジャーズとの戦いの終わりに、彼はエボニー・ブレードに突き刺されたが、なんとか逃げ延びた。

## MCU版
『マーベル・シネマティック・ユニバース』（MCU）では、キット・ハリントンが演じる。日本語吹替は花輪英司が担当する。現在のところデインは、ブラックナイトになってはいないが、今後のMCU作品で重要なキャラクターになっていくことが示唆されている。

### キャラクター像
ロンドン自然史博物館で働く学芸員。柔和でとぼけた一面や、“ディヴィアンツ”のクロの襲撃に巻き込まれかけた市民たちへ急いで避難するよう呼びかけるなど、本物の思いやりを持つ親切な好漢である一方、猛禽類の家紋を持つ中世の騎士の由緒正しい家系の生まれであることが示唆されており、叔父との間に問題も抱えているらしいほど、本人いわく「複雑な事情」を背負っている様子である。
博物館の同僚のセルシと交際中であるものの、彼女がイカリスを忘れられないこともありその仲は進展しておらず、同居・引越ししようと提案しても断られていた。また、セルシと同居しているスプライトに仄めかされていたことからセルシが不思議な力を使うことに勘づいていたものの、彼女が“エターナルズ”であると明確に知らなかった。

### エボニー・ブレイド（Ebony Blade）
ロンドン自然史博物館のデインの書斎に保管されていた禍々しさを放つ大剣。デインがこの剣を掴もうと右手を伸ばした際には、包帯のようなものが巻かれた刃の表面が波打つように揺らいでいる。また、これを収めていた古びた木箱には、彼の家紋が添付されており、「Death is My Rewards（死は褒美）」と意味深な文字が呪符のように刻まれているが、現在のところ、この剣に関する詳細は明らかになってはいない。

### 描写
『エターナルズ』
2024年の現代、職場で遅れてくるセルシの代わりに、講師として彼女の生徒たちの前に立ったり、同日の夜にバーで自身の誕生日パーティーをセルシと楽しんで彼女から、自らの家紋が入った指輪をプレゼントされるなど、ロンドンで市政の暮らしを送っていたが、その直後に現れたクロの襲来を受けてセルシの正体と彼女たちエターナルズやディヴィアンツの存在を知らされ、チーム再結成のための仲間集めの旅に出た彼女の帰りを待つことになった。
そのため、アマゾンに滞在中のセルシに電話をかけて、彼女から「おじさんと連絡をとって」とアドバイスされる場面を除いて、エターナルズとディヴィアンツとの戦いや“ティアマット”の“出現”阻止などの物語の本筋には直接関与することは無かった。
だが、エターナルズがディヴィアンツ打倒とティアマット出現阻止を果たしたのち、ロンドンに帰って来たセルシと再会し、今回の顛末を聞かされ、自身の素性も打ち明けはじめた直後、彼女が突如現れたアリシェムに連れ去られた瞬間を目の当たりにしてしまった。
そしてポストクレジットシーンでは、逡巡する素振りを見せながらも、熟考した末に緊張する自分を奮い立たせて木箱を開けてエボニー・ブレイドを掴み取ろうとしたその時、「いいんですか、ウィットマンさん」と、何処からともなく聞こえてきた謎の男声に手を止める。

## その他のメディア

### テレビアニメ
『アベンジャーズ 地球最強のヒーロー』の第18話 『征服者現る（原題：Come the Conqueror）』では、台詞無しでカメオ出演した。

### ゲーム
- 『アベンジャーズ・イン・ギャラクティックストーム』や、『Marvel Avengers Alliance』にプレイヤーキャラクターとして登場する[27]。
- 『LEGOマーベル アベンジャーズ』においては、DLCパックの一部として、ロック解除可能なプレイヤーキャラクターとして登場する[28]